# ミッキー安川の「勝負」シリーズ
ミッキー安川の「勝負」シリーズ（ミッキーやすかわのしょうぶシリーズ）は、アール・エフ・ラジオ日本で放送していたミッキー安川がパーソナリティを務めた一連の番組群のことである。
2009年12月下旬以降はミッキー安川の長男であるマット安川が代役を務めていたが、2010年1月18日にミッキー安川が死去したのにともない終了した。同年2月7日から全番組をマット安川が引き継ぎ、2020年3月27日に終了の「ずばり勝負」まで放送した。

## 概要
タレント・評論家・随筆家・実業家・歌手とマルチな肩書きを持って活動したミッキー安川がその日・その週に起こる様々な出来事や、国際問題について政治家・評論家との対談を展開する『ミッキー流ニュースショー』である。深夜の生放送番組では自身の思い出話・昔話や実体験・経験談・歌声などを披露していた。また番組に寄せられるリスナーの様々な意見を多く紹介し、2004年頃よりミッキー安川の個人事務所でサプリメントの取り扱いを始めており、意見の募集も兼ねて注文も受け付けていた。
末期のネット局はコミュニティ放送局が中心で、ラジオ日本との関わりが深いぎふチャン・ラジオ関西はネットしていなかった。
ミッキー安川の死去にともない、2010年2月5日をもって全てのシリーズが終了となった。後の2月7日に放送した『雑オロジー』および同年2月8日に放送した『オレンジマンデー』で、同年2月8日以降全番組を息子のマット安川が引き継ぐことが発表され、番組名も『マット安川の - 』となった。なお、ラテ欄では番組名を『M安川の - 』と表記することになる。これは「ミッキー安川」・「マット安川」のどちらとも解釈出来る様にとのことである。

## ミッキー安川のずばり勝負
番組の起源は1981年に開始した『ミッキー安川の毎日が勝負』。同番組はラジオ日本を代表する長寿番組の一つとなり、同局の看板的存在であった。放送内容は雑誌『月刊日本』に抜粋され、収録していた。当番組は『夏木ゆたかのホッと歌謡曲』とのコラボレーションを行い、ミッキー安川と夏木ゆたかの番組前後の入れ替え時に会話を交わした。その流れで、ミッキーの番組（ずばり勝負、朝まで勝負）に夏木がゲスト出演したことがあった。

### 放送時間
- 毎週金曜 12:30 - 15:00
  - 2006年9月までの放送時間は16：00終了であった。
  - 茨城県の水戸コミュニティ放送（FMぱるるん）は毎週火曜 14:00 - 15:40に抜粋して時差放送。
  - ラジオ日本小田原放送局では当番組の代わりに『ラジカルランド』を放送。

この番組はナイターオフのラジオ番組として、毎週土曜 19:00 - 22:00に放送していた。当時は岐阜放送、ラジオ関西にネットしており、通年で放送される様になってからはネット局が減少した。KBS京都は毎週金曜 12:30 - 14:00に放送していた（2006年3月まで）。

### テーマ曲
- サウス・ランパート・ストリート・パレード（ディキシーランド・ジャズ）[2]

### アシスタント
- 番組開始当初はミッキー安川の個人事務所「オフィスヤスカワ」の女性スタッフがアシスタントを担当していた。その後は加藤知華が番組終了まで起用された。

### タイムテーブル
- 12：30　オープニング・エリエールの大王製紙ローションティシューの生CM[3]
- 12：32　オープニングトーク[4]
- 13：00　本日のゲストとのトーク
- 14：00　ニュース・天気予報・交通情報
- 14：10　本日のゲストとのトーク（続き）
- 14：30　オフィスヤスカワ ヘルシー事業部の健康補助食品の紹介[5]
- 14：40　ミッキー安川のアーカイブ
- 14：50　薬蜜本舗の紹介、今夜のスーパーフライデーの告知、エンディング[6]

## ミッキー安川のスーパーフライデー
- 約13年間放送したミッキー安川がメインである『朝まで勝負』の後番組として、2007年11月2日より放送を開始した。番組自体の基本構成は前番組とほぼ同じで、レギュラー出演していた一部の演歌歌手も（大川健太郎[7]、水田かおりなど）そのまま継続して出演している[8]。

- 当番組開始の経緯は「先週までやった番組の『朝まで勝負』ってのはさ、朝5時までだったじゃない？　途中で休憩をくれたり、睡眠を2時間程取らせて貰ったりしてね。そうやって周りやスタッフも俺に気を使ってくれたりしたんだけどねぇ…。でも人間の体ってのは正直なもんでさ、もう俺も歳を取っちまったのかなぁ。神経質になったかどうか知んないけど目が冴えちゃって、ちっとも眠れねぇんだよなぁ〜！　どうしても番組の方が気になっちゃってね。でも俺だってさぁ、寝不足になるのも辛い訳だよな…。これじゃあ体が持たないなって俺も思ったんで、朝5時までは止めることにしました」とのこと。
- アシスタントは前番組の女性から男性に交代した。その理由は「午前1時半で終わる番組に変わるんで、女のアシスタントが付いてくれたらさ、1人じゃ帰せなくなっちゃうだろ？　それだと俺も気まずくなるじゃん。だから男のアシスタントに替えたんだよ」とのこと。
- 午前0時の時報に合わせ、君が代の録音を流した。歌唱していた演歌歌手は大川健太郎[9]、久保田健司、伊達めぐみ、水田かおり、春日めぐみの5人で、最終回まで継続した。

### 放送時間
- 毎週金曜 23:00 - 25:00

※2009年9月までの放送時間毎週金曜 23:30 - 25:30。10月より開始時間が30分繰り上げられ、上記の時間帯に変更した。
基本的な番組編成は下記の通り。※ゲスト出演者がある週の編成。
- 23:30 - 24:30 政治家・評論家とのトーク。
- 24:30 - 25:30 演歌歌手の生歌、ゲストとのフリートーク[10]。

## ミッキー安川の雑オロジー
政治や時事問題、健康に関する話題やミッキーの体験談など、様々なことを取り上げていた。番組内でオフィスヤスカワが販売する健康補助食品の紹介があり『スーパーフライデー』と同様に午前0時の時報に併せ、君が代を流した。
番組開始当初は放送時間が24:00 - 25:30だった。

### 放送時間
- 毎週日曜日 23:30 - 25:30
  - 札幌コミュニティ放送局（ラジオカロスサッポロ）へネットした（2009年7月26日放送分をもって終了）。

## ミッキー安川のゴルフ放談
最近のゴルフ、ゴルフに関する話題、ミッキー安川自身のゴルフ体験など昔の思い出をはじめ、実際にゴルフをプレイする人間の行動心理などについて言及した。
他の番組とは異なり、政治や時事問題や芸能の話題などには触れずに番組は進行した。ゴルフをプレイするオフィスヤスカワのスタッフが共演することがあり、ハワイやニューヨークなど宿泊先からの録音放送があった。
2007年3月までは毎週日曜 6：15 - 6：35、6:50 - 7:00に放送。その後は1年間の中断期間を経て、2008年4月から放送を再開した。

### 放送時間
- 毎週日曜 8:10 - 8:30

## ミッキー安川のオレンジマンデー
オフィスヤスカワ ヘルシー事業部が販売する健康補助食品と横浜中華街にある薬蜜本舗である蜂蜜の紹介があり、録音放送のためにリスナーからのFAX、メール募集や紹介は無かった。
番組冒頭の数分間は時事問題のトークが入る場合があり、雲南農業大学 蜂学部教授の山口喜久二が不定期でゲスト出演した。
通常は録音放送だったが、ミッキー安川が死去した当日夜の放送は特別番組として生放送に変更した。

### 放送時間
- 毎週月曜 23:30 - 24:00

## ミッキー安川の朝まで勝負
毎週土曜日の午前0時から午前5時まで放送した5時間の生ワイド番組で、中断期間はあったが約13年間に渡って放送した。番組前半の約1時間はミッキー安川とゲストとの時事・世相などのトークで始まり、残り時間は数名の演歌歌手が交代でフリートーク、生歌を披露するコーナーとなり、番組は進行した。
番組リスナーから歌のリクエストを生放送中に電話で受け付けるコーナーがあり、更にリスナーとミッキー安川やゲスト歌手と一対一で会話することが出来る「生電話」のコーナーがあった。この番組の基本構成は2007年11月2日より開始した『スーパーフライデー』に受け継がれた。
番組オープニングの冒頭は国歌の『君が代』を出演者全員で斉唱した。エンディングはミッキー安川本人を題材にした応援歌『ミッキー音頭』があり、ゲストの演歌、民謡歌手が1人ずつ交代で歌唱した。
エンディングテーマはディーン・マーティンが歌う『ジェントル・オン・マイ・マインド』を使用。番組終了時はミッキーを始め、出演者全員で揃い「おはようございます!」の挨拶で締めた。
深夜3時台に入ると女性アシスタントが担当する『真夜中の天気予報』をはじめ、ミッキーが休憩を取る合間に『おんなの時間』と称したコーナーがあり、主に女性アシスタントとレギュラー演歌歌手、ゲスト出演者とのフリートークタイムがあった。
本放送を中断していた期間は午前0時 - 午前3時台はラジオ日本の自社制作番組やラジオ大阪制作のアニラジ。午前4時台はクラシック音楽などを放送していた。番組末期は水戸コミュニティ放送へネットした。
2007年10月27日、番組は終了する。

### その他
- ミッキー安川の毎日が勝負（月曜日 - 木曜日）[20]
- ミッキー安川のずばり60分（金曜日）
- ミッキー安川の勝負でいこう（土曜日）
- ミッキー安川のヨコハマ今昔（水曜日）[21]
- ミッキー安川のエクストラマンデー（月曜日20:00 - 20:30）[22]
- ミッキーさんを偲ぶ〜 ハイ、つぎ行きましょう（2010年1月30日放送）[23]

## アシスタント
番組末期の『ずばり勝負』はフリーアナウンサーの加藤知華がアシスタントを務め、深夜番組はオフィスヤスカワの女性スタッフがアシスタントを担当していた。
加藤知華は息子のマットが父の番組を引き継いで放送が開始された『マット安川のずばり勝負』でアシスタントを引き続き担当。番組終了まで10年間務めた。

### 過去のアシスタント・番組キャスター
- 染谷恵二[25]
- 尾形明美[26]
- 池戸美香
- 塚本美也子
- 永見小緒里[27]
- 岩橋由起
- 小椙ミサ[28]
- 篠田奈々[29]
- 仲田奈々
- 田中亜矢子[30]

その他は主に、オフィスヤスカワの女性スタッフが交代で番組アシスタントを担当した。

## ゲスト
ラジオ番組への出演交渉は、基本的にミッキー安川自らが行っていた。その理由について「そりゃあ自分の番組なんだからさ、そうでもしないと誠意が伝わらないと思うんだよ。それに俺の番組ってさ、前の日になってから『出てくれないかな？』って依頼することがあるだろ。だから俺が自ら頼まないと出て貰えないんだよね。それが当たり前だけどな」とのこと。
『ずばり勝負』と『朝まで勝負』に積極的に出演していた常連のゲストは以下の通り。
- 平沢勝栄（自由民主党 衆議院議員）
- 原口一博（国民民主党 衆議院議員）
- 上田清司（埼玉県知事）
- 中田宏（元・横浜市長）
- 加瀬英明（外交評論家）
- 宮崎正弘（作家・評論家）
- 南丘喜八郎（雑誌『月刊日本』主幹、ケイアンドケイプレス社長　元アール・エフ・ラジオ日本取締役論説室長）
- 田中慶秋（民主党、衆議院議員）
- 三宅久之（評論家[31]）
- 高木勝（明治大学教授、経済評論家）
- 佐藤優（外交官）

### 過去に出演していたゲスト
- 上田哲（元・日本社会党衆議院議員）
- 中村慶一郎（元・読売新聞編集委員）
- 水口義朗（元・婦人公論編集委員）
- 野村沙知代（プロ野球監督・野村克也の妻）
- 松野頼三（元・自由民主党衆議院議員）
- 村松剛（文芸評論家）
- 田久保忠衛（杏林大学客員教授）
- 小野ヤスシ  (タレント)

2007年7月6日の『ずばり勝負』は自民党総裁（当時）の安倍晋三、政務調査会長の中川昭一がゲスト出演した。

### 演歌歌手
- 大川健太郎 [32]
- 久保田健司[33]
- 琴けい子[34]
- 伊達めぐみ[35]
- 水田かおり[36]
- 黒木梨花 （現・大黒美和子）[37]
- 青木香織 （現・山口かおる） [38]
- 浜より子（民謡歌手）[39]
- シャルダン貴本[40]
- 高石省三[41]
- レン・イクマ[42]
- 春日めぐみ[43]
- 真木洋介[44]
- 島ゆり子[45]

※ その他に新人・ベテランを含めた演歌や民謡歌手などがゲストで出演しており、生電話の方でも登場していた。

## スポンサー
- ミッキー安川の個人事務所であった『オフィスヤスカワ』[46]が取り扱っている健康補助食品である「のどポリス」・「アイ・イイヨ」・「楽楽鎮」のラジオCMが放送されていた。
- 『ずばり勝負』は、エリエールの大王製紙・トヨタウエインズグループ・セガサミーグループなどが提供スポンサーに付いていた。過去には佐川急便グループの佐川印刷などもスポンサーだった。

## エピソード
- 番組初期の『朝まで勝負』で、ゲスト出演の演歌歌手に対して放送中にリスナーから来る応援電話の本数[47]が制限時間内に目標本数を達成しない場合、次週から番組出演が見送られるという挑戦企画があった。1996年4月13日の放送で大川健太郎が目標電話本数10.000本を達成し、この話題は当時の日刊スポーツでも取り上げられている。その後、この挑戦企画の方は打ち切られた[48]。
- 2006年頃に「朝まで勝負」の番組冒頭で「俺さ、今日昼間の番組が終わった後にね、千葉県の白子温泉まで行って来たんだけどさ、これがまた気持ち良かったんだよね〜」と話すことがあった。これは自身の健康維持も兼ねて昼の「ずばり勝負」終了後に車で温泉へ出向き、夜の「朝まで勝負」が始まるまでにラジオ日本のスタジオへ戻ることを習慣にしていた。
- 『朝まで勝負』のオープニングでは「君が代」をスタジオ内で毎週出演者全員で斉唱していたが、中には「起立するのは良いんですけど、国歌斉唱はしたくないですね」と、斉唱を拒否するゲスト出演者も過去には存在し[49][50][51]、そのゲストが「君が代」斉唱を拒否した際にミッキーは番組内でその態度を非難しており、それ以降は実名を挙げて批判していた。
- 「朝まで勝負」の初期の頃はゲストになべおさみ・小野ヤスシ・くろさわ博なども出演しており、ミッキー安川はなべを「なべちゃん」小野を「小野ちゃん」と番組内で親しく呼び合っていた。小野はミッキーと親交を深めて「朝まで勝負」「ずばり勝負」にも積極的にゲスト出演しており、年末の恒例行事だったミッキー安川主催の「チャリティーショー」にも参加していた。
- ミッキー安川本人が海外取材および休暇のために番組を休むことが定期的にあったが、その際は番組開始時に国際電話を通じて、現地から生電話を掛けて近況を報告したこともある。
- ミッキーが番組を休む放送当日は、スタジオのアシスタントやゲスト歌手などで番組が進行された。冒頭のミッキーとゲストとのトークは休止したが、平沢勝栄・宮崎正弘などの常連ゲストが単独で出演。放送内容は政治や経済・時事放談で番組は進行していた。

## 関連番組
- ミッキー安川の真剣勝負!（BS朝日）